# ミネソタ (戦艦)
| USS Minnesota BB-22 |                                                                                              |
| 艦歴                |                                                                                              |
| 発注:               |                                                                                              |
| 起工:               | 1903年10月27日                                                                               |
| 進水:               | 1905年4月8日                                                                                 |
| 就役:               | 1907年3月9日                                                                                 |
| 退役:               | 1921年12月1日                                                                                |
| その後:             | スクラップとして売却                                                                         |
| 性能諸元            |                                                                                              |
| 排水量:             | 16,000 トン                                                                                  |
| 全長:               | 456.3 ft                                                                                     |
| 全幅:               | 76.9 ft                                                                                      |
| 吃水:               | 24.5 ft                                                                                      |
| 機関:               |                                                                                              |
| 最大速:             | 18ノット                                                                                     |
| 航続距離:           |                                                                                              |
| 兵員:               | 士官42名、兵員838名                                                                          |
| 兵装:               | 12インチ砲4門、8インチ砲8門 7インチ砲12門、3インチ砲20門 3ポンド砲12門 21インチ魚雷発射管4門 |
| 航空機:             |                                                                                              |
| モットー:           |                                                                                              |

ミネソタ(USS Minnesota, BB-22)は、アメリカ海軍の戦艦。コネチカット級戦艦の5番艦。艦名はミネソタ州にちなむ。その名を持つ艦としては2隻目。

## 艦歴
ミネソタは1903年10月27日にバージニア州ニューポート・ニューズのニューポート・ニューズ造船所で起工し、1905年4月8日にローズ・マリー・シャーラー夫人によって命名、進水、1907年3月9日に初代艦長J・ハバード大佐の指揮下就役した。
ニューイングランド沖での整調後にミネソタは1907年4月22日から9月3日まで、バージニア州ジェームズタウンで開催されたジェームズタウン博覧会に参加した。12月16日にミネソタはグレート・ホワイト・フリートを構成する16隻の戦艦の一隻としてハンプトン・ローズを出航した。艦隊の世界巡航は1909年2月22日まで続けられ、その威容は太平洋での抑止力として働き、アメリカ海軍の力を世界中に知らしめた。そして最も重要な点は、艦隊の世界巡航がアメリカ合衆国の国益を維持するための強大な海軍力と商船隊の必要性を議会に知らせたことにあった。
ミネソタは世界巡航が終了すると、大西洋艦隊に所属し作戦活動を再開した。続く三年の内にミネソタは短期間のイギリス海峡への配備と共に、東海岸沿いに活動した。1912年には国際的な任務に就くことになる。同年の前半にはキューバ水域で巡航し、6月7日から6月22日までグアンタナモ湾に配置され、キューバの暴動に対処するために待機した。翌年春から夏にはメキシコ水域で巡航、メキシコでの政情不安が続く中1914年にも二度（1月26日から8月7日、10月11日から12月19日）同水域を訪れた。1915年に入ると東海岸での任務を再開しカリブ海への巡航を行い、同任務はミネソタが1916年11月に大西洋艦隊予備役艦隊の旗艦となるまで続けられた。
1917年4月6日、アメリカ合衆国が第一次世界大戦に参戦するとミネソタはチェサピーク湾で現役艦隊に再び加わり、第4戦間部隊に配属された。第一次世界大戦の間ミネソタは大西洋沿岸の中央部から巡航し、砲術、機関員訓練の練習艦として1918年9月29日まで活動した。その9月29日、ミネソタはデラウェア州フェニック・アイランドから20マイルの水域でドイツ潜水艦 U-117 の雷撃を受ける。右舷に大きな損傷を受けたものの死傷者は無く、ペンシルベニア州フィラデルフィアに戻ったミネソタは5ヶ月の修理を行った。1919年3月11日に任務に復帰し帰還兵の輸送を7月23日まで続けた。同任務の間にミネソタはフランスのブレストまで三度往復し、3,000名以上の帰還兵を輸送した。
ミネソタはその後練習艦として使用され、1920年と1921年の夏に海軍兵学校の士官候補生を乗せた巡航を行った。1921年12月1日に退役、同日除籍されたミネソタはフィラデルフィア海軍造船所で武装を取り外され、1924年1月23日にスクラップとして売却された。